# Mónica González Mujica
Mónica González Mujica (Santiago, 24 oktober 1949) is een Chileens journaliste.

## Studie
González volgde de middelbare school Liceo 7 de Niñas en studeerde vervolgens aan de Universiteit van Chili in Santiago.

## Loopbaan
Tot de staatsgreep in Chili van 1973 werkte González voor het weekblad El Siglo van de Communistische Partij van Chili en het tijdschrift Ahora. In dat jaar vluchtte ze met haar twee dochters naar in Parijs, waar ze in ballingschap leefde tot 1978. Na haar terugkeer verloor door treiterpraktijken van het regime herhaaldelijke malen haar baan.
In 1984 trad ze toe tot het tijdschrift Cauce en verder werkte ze bij Análisis. Ze was daarna verder nog onderdirectrice van La Nación en hoofdredactrice van het tijdschrift Cosas. Vervolgens werkte ze voor El Mostrador en was ze correspondent voor het dagblad Clarín in Buenos Aires, Argentinië.
Ze onderzocht de schendingen van de mensenrechten tijdens de dictatuur in Chili, maar ook over de financiële wandel van de familie van generaal en president Augusto Pinochet. Als eerste schreef ze over de huizen van de Chileense geheime dienst in de stadsdelen Lo Curro en El Melocotón. Tot tweemaal toe werd ze opgepakt vanwege publicaties van de interviews die ze hield met generaal Gustavo Leigh en met Andrés Zaldívar. Eerst van 1984 tot 1985 en na haar vrijlating nogmaals. Ze werd tijdens haar gevangenschap gemarteld, en na haar vrijlating keer op keer voor de rechter gesleept. Dit brak haar echter niet.
Na het eind van de dictatuur in 1990 bleef ze actief als journaliste. Medio jaren '90 trad verder op als getuige in de Zaak Prats. In 2001 bracht ze het boek La conjura, los mil y un días del golpe uit, dat ze mede schreef op basis van de autopsierapporten van oud-president Salvador Allende en vijf agenda's de hoogste generaals uit het tijdperk rond 1973.
Sinds 2007 leidt ze een jongere generatie journalisten op , op het Centrum voor Journalistiek en Onderzoek in Santiago en geeft ze workshops in onderzoeksjournalistiek in binnen- en buitenland.

## Onderscheidingen
González werd meermaals voor haar werk onderscheiden, onder meer in Spanje en door de Harvard-universiteit. In 2010 won ze de Guillermo Cano Internationale Prijs voor Persvrijheid van de UNESCO.